# ラップヴォー県

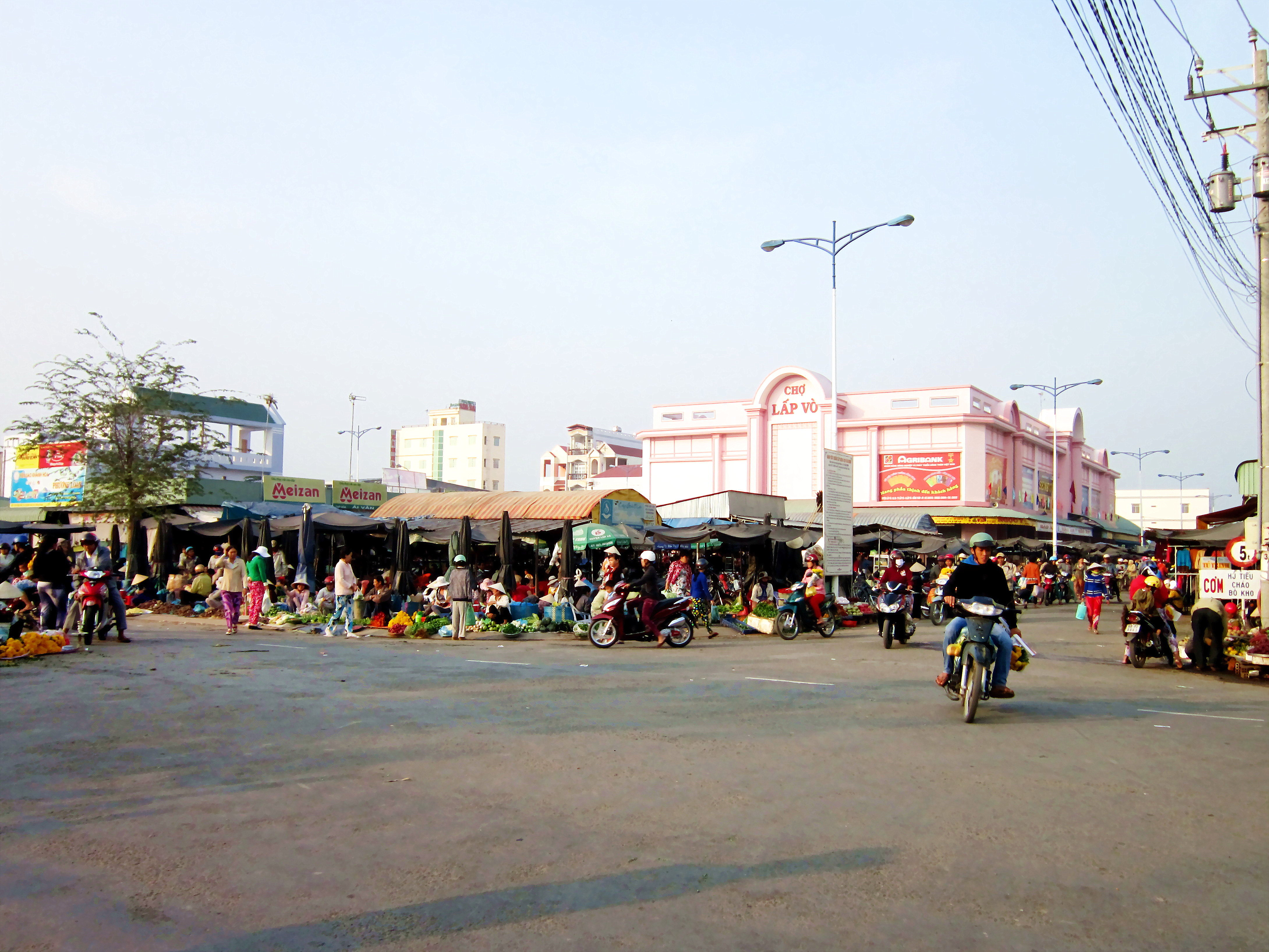
ラップヴォー市場

ラップヴォー県（ラップヴォーけん、ベトナム語：Huyện Lấp Vò / 縣垃圩?）は、ベトナム社会主義共和国ドンタップ省の県。面積は244.38 km²、人口は180,627人（2019年）である。

## 行政区画
1市鎮12社から構成される。